# 盈利喜訊
盈利喜訊，簡稱盈喜，或稱盈利預喜、業績預增公告、正面盈利預告，香港股市名詞，跟盈利警告是相對，是上市公司向投資者發出的聲明，預測公司的盈利將大幅上升，向投資者發喜訊。中華人民共和國中央政府規定在香港上市的國家企業，預測盈利比上期至少上升50%，才能發出「盈喜」。